# Horace Marryat
Horace Marryat, född 1818, död 1887, var en engelsk resenär och författare. 
Horace Marryat var son till skeppsredaren och handelsmannen Joseph Marryat (1757–1824). Fadern hade stora egendomar i de Västindiska kolonierna och blev mycket förmögen på handel med kolonialvaror. Troligen handlade han också med slavar och lämnade vid sin död ett arv på en miljon pund till vart och ett av sina sexton barn. 
Ett av barnen hette Frederick Marryat, sedermera känd sjökapten och äventyrsförfattare. Horace Marryat var dock yngst i barnaskaran och lämnade England på grund av en tvist med sina bröder om arvet efter fadern. Den stora förmögenheten gav honom också problem med skattemyndigheterna. Detta gjorde att han lämnade England i början av 1840-talet och företog därefter många resor. 
1860 gjorde han en resa i Sverige, vilken han skildrade i One year in Sweden, including a visit to the isle of Götland. Boken utkom i två volymer i London 1862. Redan 1863 utkom den i svensk översättning av Gustaf Thomée med titeln Ett år i Sverige.
Tillsammans med sin hustru Mathilda Elisabeth Somerset, dotter till Lord Edward Somerset, vistades han långa tider i Frankrike, Italien och Danmark.
År 1863 gifte sig Marryats dotter Ida Marryat med den svenske greven Gustaf Fredrik Bonde, vilket medförde att makarna Marryat vistades sommartid på godset Hörningsholms slott i Södermanland.